# Kazuo Kuroki
Pour les articles homonymes, voir Kuroki.
Kazuo Kuroki (黒木 和雄, Kuroki Kazuo), né le 10 novembre 1930 et mort le 12 avril 2006, est un réalisateur japonais. Fortement marqué par la guerre, Il est connu pour ses films sur les bombardements d'Hiroshima et Nagasaki.

## Biographie
Kazuo Kuroki est né le 10 novembre 1930 à Matsusaka dans la préfecture de Mie, son vrai nom est Kazuo Akimaru. Sa famille déménage en 1934 en Mandchourie où il passe la majeure partie de son enfance, son père est ingénieur pour la société d'électricité Manden (Manchukuo Power Generation Company). Kazuo Mori connait là un premier drame puisque sa petite sœur âgée de trois ans se tue en tombant d'une fenêtre de l'appartement familial située au troisième étage à Changchun. La mort de sa sœur est son premier souvenir,.
Changeant d'école au gré des mutations de son père, Kazuo Kuroki est un élève peu assidu, il fait souvent l'école buissonnière pour aller voir des films au cinéma. Inquiets, ses parents le renvoient au Japon en 1942 auprès de ses grands-parents maternels à Ebino dans la préfecture de Miyazaki,. Il est scolarisé à l'école de Kobayashi puis, vers la fin de la guerre, il est mobilisé pour travailler à l'usine Kawasaki Kōkuki qui fabrique des avions militaires. Le 8 mai 1945, Kazuo Kuroki va vivre ce qu'il appellera « la pire tragédie de sa vie » lorsque se rendant à l'usine avec des camarades, un raid de bombardiers américains survient. Onze de ses amis perdent la vie,.
Après avoir entamé des études de sciences politiques à l'université Dōshisha, Kazuo Kuroki s'oriente rapidement vers le cinéma et s'engage avec Iwanani Production (Iwanami Eiga), une branche de Iwanami Shoten consacrée à la réalisation de documentaires éducatifs et de relations publiques, où il travaille comme monteur et assistant réalisateur. Il réalise son premier film en 1958, un documentaire de relations publiques nommé Electric Rolling Stock of Toshiba. Kuroki quitte Iwanani au début des années 1960 et travaille par la suite en indépendant. Un des plus remarquables documentaires réalisés durant cette période est sans doute Chronique d'un coureur de marathon (1964) sur l'athlète olympique japonais Kenji Kimihara.
En 1966, il réalise Le Silence sans ailes, son premier long métrage de fiction, un film qui explore les thèmes de l'héritage de la guerre et de la montée du crime organisé international. Dans les années 1970, quatre de ses films sont produits par la société de production indépendante Art Theatre Guild : L'Esprit malin du Japon (1970), L'Assassinat de Ryōma (1974), En attendant la fête (1975) et La Guerre atomique/L'Amour perdu (1978).
Fortement marqué par son expérience vécue le 8 mai 1945, il est l'auteur d'une trilogie, le Requiem de guerre, comprenant les films Demain - Asu (1988), qui décrit les derniers jours d'une famille vivant à Nagasaki juste avant le bombardement, L'Été d'un garçon en 1945 (2002) qui se rapproche de sa propre expérience durant la guerre et La Face de Jizo (2004) qui décrit une série de discussions imaginaires entre une survivante de Hiroshima et son père tué lors du bombardement,,,.
Il meurt le 12 avril 2006 d'une crise cardiaque.

## Filmographie

### Courts métrages et documentaires
- 1958 : Electric Rolling Stock of Toshiba (東芝車輌?)
- 1959 : Le Mur de la mer (海壁, Kaiheki?)[6]
- 1959 : Arau: Okusama techō (洗う―奥様手帖?)
- 1960 : Ruporutāju: Honoo (ルポルタージュ・炎?)
- 1961 : Koi no hitsuji ga umi ippai (恋の羊が海いっぱい?)
- 1962 : Waga ai Hokkaido (わが愛北海道?)
- 1962 : Nihon 10 doru ryoko (日本10ドル旅行?)
- 1963 : Taiyō no ito (太陽の糸?)
- 1964 : Chronique d'un coureur de marathon (あるマラソンランナーの記録, Aru marason rannā no kiroku?)
- 1965 : Tanin no chi (他人の血?)
- 1968 : Isu o sagasu otoko (椅子をさがす男?)

### Longs métrages

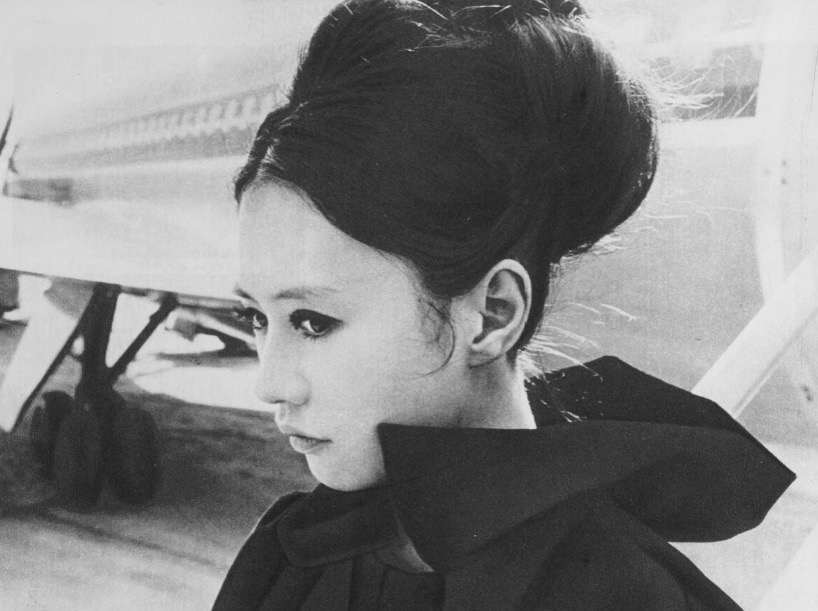
Mariko Kaga dans Le Silence sans ailes (1966).

- 1966 : Le Silence sans ailes (とべない沈黙, Tobenai chinmoku?)[7]
- 1969 : Mon amour de Cuba (キューバの恋人, Kyūba no koibito?)[8]
- 1970 : L'Esprit malin du Japon[9] ou Les Esprits maléfiques du Japon[10] (日本の悪霊, Nihon no akuryō?)
- 1974 : L'Assassinat de Ryōma (竜馬暗殺, Ryōma ansatsu?)[11]
- 1975 : En attendant la fête[12] ou Les Préparatifs de la fête[13] (祭りの準備, Matsuri no junbi?)
- 1978 : La Guerre atomique/L'Amour perdu (原子力戦争 Lost Love, Genshiryoku sensō: Lost Love?)[14]
- 1980 : Yūgure made (夕暮まで?)
- 1983 : Namidabashi (泪橋?)
- 1988 : Demain - Asu (ＴＯＭＯＲＲＯＷ 明日, Tumorō ashita?)
- 1990 : Rōnin-gai (浪人街?)
- 2000 : Suri (スリ?)
- 2002 : L'Été d'un garçon en 1945 (美しい夏キリシマ, Utsukushii natsu Kirishima?)
- 2004 : La Face de Jizo (en) (父と暮せば, Chichi to kuraseba?)
- 2006 : Kamiya Etsuko no seishun (en) (紙屋悦子の青春?)

## Récompenses et distinctions
- 1988 : prix Hōchi du cinéma du meilleur film pour Demain - Asu[15]
- 1988 : Nikkan Sports Film Award du meilleur réalisateur Demain - Asu
- 1989 : prix Kinema Junpō du meilleur réalisateur pour Demain - Asu[16]
- 2004 : prix Kinema Junpō du meilleur réalisateur pour Utsukushii natsu Kirishima
- 2004 : prix Kinema Junpō du meilleur film pour Utsukushii natsu Kirishima
- 2004 : Nikkan Sports Film Award du meilleur réalisateur Utsukushii natsu Kirishima et Chichi to kuraseba
- 2005 : prix Mainichi du meilleur réalisateur pour Utsukushii natsu Kirishima et Chichi to kuraseba[17]
- 2005 : prix spécial au festival du film de Yokohama pour Utsukushii natsu Kirishima et Chichi to kuraseba
- 2006 : prix spécial Hōchi du cinéma pour Kamiya Etsuko no seishun (en)[15]